# Number 13

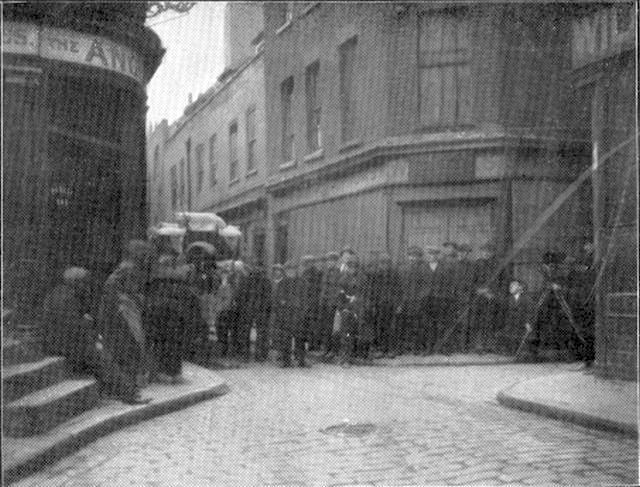
Una scena del film

Number 13 è un film muto incompiuto prodotto nel 1922 e diretto da Alfred Hitchcock.

## Soggetto
Il soggetto era tratto da un copione comico dal titolo Mrs. Peabody o Number Thirteen, scritto da Anita Ross per la casa cinematografica Islington Studio.

## Cast
La casa cinematografica Islington ingaggiò come protagonisti Clare Greet ed Ernest Thesiger.

## Produzione
La regia venne affidata al giovane ventitreenne Alfred Hitchcock che aveva in precedenza collaborato alla regia, senza esserne accreditato, del cortometraggio Always Tell Your Wife (uscito nel 1923).
Della pellicola vennero "girati solo i primi due rulli" e si ritiene che il materiale sia andato perduto. La casa produttrice stornò i fondi per pagare debiti e salari non corrisposti.